# Hans Wirth (Pilot)
Hans Wirth (* 1898 in Bern; † 14. Januar 1933 in Rorschach) war ein Schweizer Pilot und Fliegerhauptmann.

## Leben und Werk
Wirth war ein bekannter Berner Sportpilot und einer der besten Schweizer Piloten sowie Direktor des Flugplatzes St. Gallen-Altenrhein.
Während eines Flugwettbewerbs rund um Europa gewann Wirth den ersten Preis, und es gelang ihm, als Erster auf dem Jungfraujoch zu landen und wieder zu starten. Wirth war Ehrenmitglied der «Ligue internationale des aviateurs». Mit einem ehemaligen Militärflugzeug stürzte Wirth mit seinem Flugschüler Max Bachmann aus ca. 150 Höhenmetern auf dem Flugfeld von Altenrhein ab. Bachmann war sofort tot, Wirth starb kurz darauf im Spital von Rorschach. Er hinterliess eine Frau, die er drei Jahre zuvor geheiratet hatte.